# 魏景蒙
魏景蒙（1907年8月28日—1982年10月7日），為中國近代著名記者及新聞從業員，浙江省杭州市人，魏易第三個兒子，生於北京；曾任中華民國第六任行政院新聞局局長及總統府國策顧問。其外孫女為著名演員兼導演張艾嘉。

## 榮譽
- 大韓民國漢陽大學榮譽哲學博士，1974年

## 軼事
- 行內人尊稱魏景蒙為「魏三爺」。

- 魏景蒙在中國抗日戰爭期間發一篇為偽科學的特稿，宣稱立春可立蛋是因太陽與地球引力拉扯，使立蛋遊戲被歐美人所知。董橋在散文說，這是魏景蒙為中國爭取國際注意的絕招，要錄此給一位「林專員」參考。[1]

- 1968年，美國《時代雜誌》刊登北投某旅社男女出浴鏡頭，並加惡意的描寫；魏景蒙閱後，邀約《時代雜誌》駐中華民國特派員談話，並對該特派員說：「貴刊對黃色鏡頭頗感興趣；本人手頭有美國及歐洲各國之色情照片，貴刊是否亦予採用？」言畢，魏景蒙將外國之色情照片攤放在會客沙發椅前的茶几上，該特派員對魏景蒙莊諧並重的態度啞口無言、狀至尷尬[2]。

- 1968-1970年間，魏與蘇聯記者維克多·路易斯 (原名：Виталий Евгеньевич Луи，英譯：Victor Louis) 於臺北與維也納多次會商，達成中華民國全部釋放於1954年陶普斯號事件中扣留蘇聯籍平民船員的協議[3]，但蔣中正總統與後來繼任的蔣經國皆未履行，船員二死一自殺，直到1988年蔣逝後，最後倖存船員才獲釋返國。[4][5]

- 司馬桑敦曾告訴江南，某次在韓國有人問魏景蒙「你跟蔣究竟是什麼關係？」魏答「我就是他的大茶壺」。「茶壺」即皮條客之意。[6]

- 魏景蒙在卸任中央通訊社社長之後，曾在臺灣電視公司（臺視）主持社會教育節目《中國人》，1980年8月3日開播，一季13集，講述中國歷史、中國文化及儒家思想，並以各種實例印證之。該節目更邀得趙麗蓮、亞伯都拉、蔣鄧淑惠、黃耀展、錢穆、吳延環、謝東閔、許錟輝、劉延濤、王藍、何浩天、董敏、那琦、陳立夫、吳國忠、王昌齡、葉公超等各界名士受訪[7]，更遠赴宜蘭、竹山、嘉義等地取實景，極具畫意。